# Тулльберг, Свен Аксель
Свен Аксель Теодор Туллберг (швед. Sven Axel Theodore Tullberg; 27 февраля 1852 — 15 декабря 1886) — шведский ботаник, палеонтолог и геолог.

## Биография
Родился 27 февраля 1852 года в городе Ландскруна.
В 1871 году Туллберг начал изучать геологию в Лундском университете, в 1880 году стал профессором. С 1879 года он работал ассистентом геолога и с 1881 года - геологом и палеонтологом в Геологической службе Швеции.
Умер 15 декабря 1886 года в Лунде.

## Эпонимы
Трилобит "Svenax" (сокращение первых двух имен Свена Акселя Теодора Туллберга).

## Отдельные публикации
- "An overview of the Scandinavian species of the genus Ranunculus" (1873)
- "Some Didymograplus Species in Lower Graptolite Crime at Kivik's Esperöd" (1880)
- "Trenne New Graptolisms" (1880)
- "Über Versteinerangen aus den Aucellschichten Noraja Zemljas" (1881)
- "On The Graptolites Described by Hisinger and the Older Swedish Authors" (1882)
- "Skåne's Graptolites: I. General overcrowding of the Silurian foundations in Skåne etc." (1882)
- "II. Graptolite faunas in the Cordiolaskiffern and Cyrtograptusskiffrarna" (1883)
- "Schichtfolge des Silur in Schonen" (1883)